# Myrtle Woods
Myrtle Woods właśc. Granny Davis (ur. 14 marca 1900 w Melbourne, zm. 12 maja 2001 tamże) – australijska aktorka filmowa, teatralna i telewizyjna. Znana z  The Great MacArthy, Say a Little Prayer i Homicide. W marcu 2000 skończyła 100 lat.

## Wybrana filmografia
- 1957: In Melbourne Tonight - Myrtle
- 1961: Consider Your Verdict
- 1966-1972: Homicide - Mrs. Brown / Mrs. Ellis
- 1969: Division 4 - kobieta
- 1975: The Great MacArthy - Myrtle
- 1979: Więźniarki - Amelia Humber / Pani Adams
- 1985: Sąsiedzi - Liz Anderson
- 1989: Pugwall - Babcia Wall
- 1993: Say a Little Prayer
- 1996: Law of the Land - Mrs. Stafford